# Nanumea
Nanumea is het meest noordwestelijke eiland en atol in de Polynesische staat Tuvalu, een groep van negen koraal-atollen en eilanden die zich uitstrekken over de Stille Oceaan. De 662 inwoners van het eiland wonen voornamelijk in de hoofdplaats aan het meest noordwestelijke punt van het eiland. Samen met de eilanden Lakena, Motu Foliki, Lafogaki en Te Afua a Taepoa vormt Nanumea de Nanumea–atol waarin Nanumea ligt.

## Taal
Nanumeanen zijn Polynesiërs. Ze spreken een dialect van het Tuvaluaans. Het Nanumeaans dialect van het Tuvaluaans is nauw verwant aan andere westelijke Polynesische talen en taalgroepen zoals het Tokelaus en het Samoaans. De meeste Tuvaluanen kunnen dit dialect van Nanumea verstaan omdat er weinig verschil is in grammatica en vocabulaire, met uitzondering van de inwoners van Nui, waar een niet aan het Tuvaluaans verwant dialect wordt gesproken.

## Geschiedenis
De bol van mythische verhalen staande geschiedenis van Nanumea verhaalt over de ontdekking en bewoning van het eiland geleid door een avonturier genaamd Tefolaha. Sommige bronnen zeggen dat Tefolaha van Tonga kwam, andere spreken van Samoa. Nog op de dag van vandaag wordt geloofd dat Tefolaha de voorouder is van de leidende families op Nanumea.

## Bestuur
Nanumea's lokale bestuur bestaat uit een raad (Fale Kaupule), die de zeven afstammingslijnen van Tefolaha vertegenwoordigen. Deze raad wordt aangevoerd door een door het volk van Nanumea gekozen hoofdman (Pulefenua). Het eiland kiest ook nog eens twee vertegenwoordigers voor het Tuvaluaans parlement gezeteld in de hoofdstad van Tuvalu, Funafuti.

## Emigratie
Hoewel Nanumea het thuisland is voor alle Nanumeanen, wonen er relatief grote aantallen Nanumeanen in Funafuti en andere plaatsen in Tuvalu. Ook in Australië en Nieuw-Zeeland (vooral in Auckland en Wellington) wonen concentraties Nanumeanen. Hoewel zij vaak ver weg wonen van familie en vrienden, blijven deze Nanumeanen nauw contact houden met het achtergebleven thuisfront op Nanumea zelf.

## Sport
Nanumea heeft één voetbalteam, Lakena United. Het rugbyteam van Nanumea heeft dezelfde naam.

## Geboren
- Maatia Toafa, president van Tuvalu in de periode 2004-2006.
- Willy Telavi, minister van Binnenlandse Zaken onder president Apisai Ielemia.
- Naama Maheu Latasi, de eerste vrouw in het Tuvaluaans parlement.

Eilanden:
Nanumanga ·
Niulakita ·
Niutao
Atollen:
Funafuti ·
Nanumea ·
Nui ·
Nukufetau ·
Nukulaelae ·
Vaitupu